# Провулок Михайла Вербицького (Житомир)
 Провулок Михайла Вербицького  — провулок в Корольовському районі Житомира. Названа на честь українського композитора та диригента, автор музики державного гімну України «Ще не вмерла України» Михайла Вербицького.

## Розташування
Бере початок в житловому масиві між вулицями Святослава Ріхтера, Льва Толстого та 1-им провулком Льва Толстого та прямує на південний захід, через 180 метрів стрімко повертає на південь. Закінчується перед Єврейським цвинтарем.
Перетинається з 1-м провулком Льва Толстого, після повороту на південь має бічне відгалуження ліворуч, до річки Мала Путятинка.
Довжина провулку — 400 метрів.

## Історія
До 20 травня 2016 року мав назву «4-й Першотравневий провулок».
Відповідно до розпорядження був перейменований на провулок Михайла Вербицького.